# Glade Festival
Le Glade Festival est un festival de musique électronique organisé entre 2004 et 2012 au Houghton Hall, en Angleterre, au Royaume-Uni.

## Histoire
Le festival est fondé par Nick Ladd et Ans Guise, qui commence par la Glade Stage du Glastonbury Festival, créée par Luke Piper et Mark Parsons, qui deviennent également les partenaires fondateurs du Glade Festival lui-même. Le promoteur de breakbeat d'Exeter, Biff Mitchell, joue également un rôle important dans le développement de l'événement. Le festival annuel se déroule pour la première fois sur quatre jours au cours de l'été 2004 et attire 22 500 participants en 2007. Les cinq premières années, le festival se déroule à Wasing Estate, dans le Berkshire, puis à Winchester en 2009 et au Houghton Hall, dans le Norfolk, en 2011 et 2012. 
En 2007, l'événement se tient au Wasing Estate pour la quatrième année consécutive, du 20 au 22 juillet. La demande de licence est d'abord rejetée pour des raisons techniques,,, puis subit d'autres revers, ce qui repousse la mise en vente des billets, jusqu'à ce que, le 18 avril 2007, la liste de diffusion annonce : « Le Glade Festival est lancé pour 2007... 100% autorisé par ces merveilleuses personnes au pouvoir ! » 
Le festival est annulé en 2013, il ne réapparaît pas comme prévu en 2014, mais la scène Glade du festival principal de Glastonbury continue. 
Le Glade Festival naît de l'arène Glade qui est inaugurée à Glastonbury et qui démarre dans son environnement verdoyant avec un grand nombre d'artistes électroniques, dont Aphex Twin, Squarepusher, Hallucinogen et Hybrid. 